# Dimítar Blagòev
Dimitar Blagòev Nikòlov (en búlgar: Димитър Благоев Николов) (Zagoritxani, Imperi Otomà, 14 de juny de 1856 - Sofia, 7 de maig de 1924) fou un dirigent polític búlgar, fundador del socialisme búlgar i del primer partit socialdemòcrata dels Balcans. També fou un ferm defensor d'idees per a la creació d'un federació balcànica. Se'l sol considerar i s'autoidentificava com a búlgar, tot i que ocasionalment també s'identificava com a eslau macedoni.

## Biografia

### Primers anys i educació
Blagòev va néixer el 14 de juny de 1856 al poble de ZagoritxaniNota 1 a la regió de Macedònia, llavors part de l'Imperi Otomà. Durant la seva joventut va ser influenciat per l'atmosfera del Renaixement nacional búlgar. En les seves memòries, escrites l'any 1922, esmenta que va néixer en un poble búlgar pur, rebent una concepció nacional de mans d'agitadors búlgars i, com a resultat, rebent una educació forjada per l'esperit nacionalista. Estudià en escoles de l'Exarcat búlgar d'Istanbul (1873-1874), Adrianòpolis (1874-1875), Gàbrovo (1875 -1876) i Stara Zagora (1876-1877). Com a estudiant a Gàbrovo va donar suport a la causa de la Revolta d'abril i va participar en la seva organització. Durant la Guerra russoturca donà suport a l'Opaltxentsi i a l'exèrcit rus.
Més tard, entre 1878 i 1880, va estudiar a la Realschule d'Odessa. Fou durant l'època com a estudiant de la Universitat Estatal de Sant Petersburg a la dècada de 1880 que s'involucrà en activitats públiques. A la capital russa d'aquell moment va anar madurant amb coneixements de Karl Marx i influències d'idees socialistes de Pierre-Joseph Proudhon i Ferdinand Lassalle. Blagòev va crear el primer grup socialdemòcrata a Rússia, anomenat partit, tenint com a òrgan de premsa el periòdic Rabotxii ("Treballador").

### Retorn a Bulgària

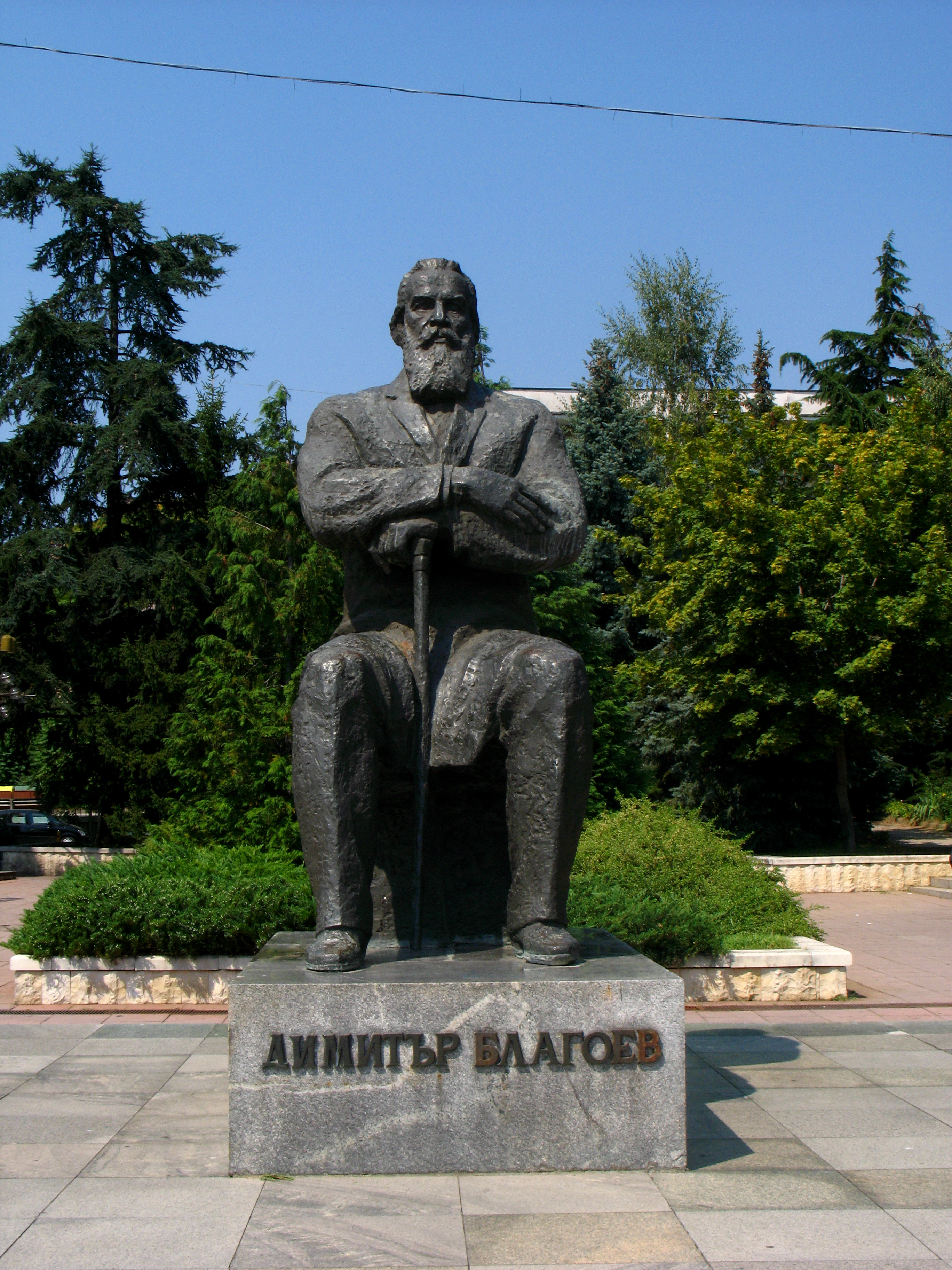
Monument a Blagòevgrad

Extradit el 1885 pel govern rus, Blagòev tornà a Bulgària, es va establir a Sofia i va començar a propagar les idees del socialisme. El juliol del 1891, a la iniciativa de Blagòev, els cercles socialdemòcrates de Tyrnovo, Gàbrovo, Sliven, Stara Zagora, Kazanlyk i altres ciutats es van unir per formar el Partit Socialdemòcrata Búlgar (BSDP). Un grup que s'oposava essencialment a la creació d'una corrent socialdemòcrata dins del partit fou la principal oposició interna del nucli marxista del BSDP. L'any 1893, el grup dissident liderat per Ianko Sakazov fundà una organització reformista, el Sindicat Socialdemòcrata Búlgar. Un any després, partidaris de Blagòev acordaren unir-se amb els reformistes en interès de la unitat de la classe obrera i van prendre el nom de Partit Obrer Socialdemòcrata Búlgar. Blagòev fou un dels seus fundadors i es va convertir en el líder de la seva ala esquerra, que posteriorment es va separar del POSB l'any 1903 per fundar el Partit dels Treballadors Socialdemòcrates Búlgars (Socialistes Estrets). Blagòev també fou activista del Plovdiv Macedoni - Comitè d'Adrianópolis i el seu president des de 1897. L'any 1898 Gotse Dèltxev va fer l'intent de convèncer-lo per a liderar la Comitè Suprem Macedoni Adrianópolis, però ell s'hi va negar. L'any 1904, sota la seva direcció, es van crear les bases del moviment sindical de classe. Entre 1897 i 1923 va dirigir la publicació de l'òrgan teòric del partit, la revista Novo Vreme, que va publicar més de 500 dels seus articles. Mentrestant, va treballar com a professor en diferents ciutats de Bulgària. L'any 1905, Blagòev va traduir al búlgar el primer volum de El Capital i una sèrie d'altres obres de Marx. L'any 1906 es va publicar el seu llibre titulat De la història del socialisme a Bulgària, iniciant així la historiografia marxista búlgara. Va liderar les delegacions dels Socialistes Estretes a les conferències socialistes balcàniques de Belgrad (1910) i Bucarest (1915).

### Postura i activitat en temps de guerra

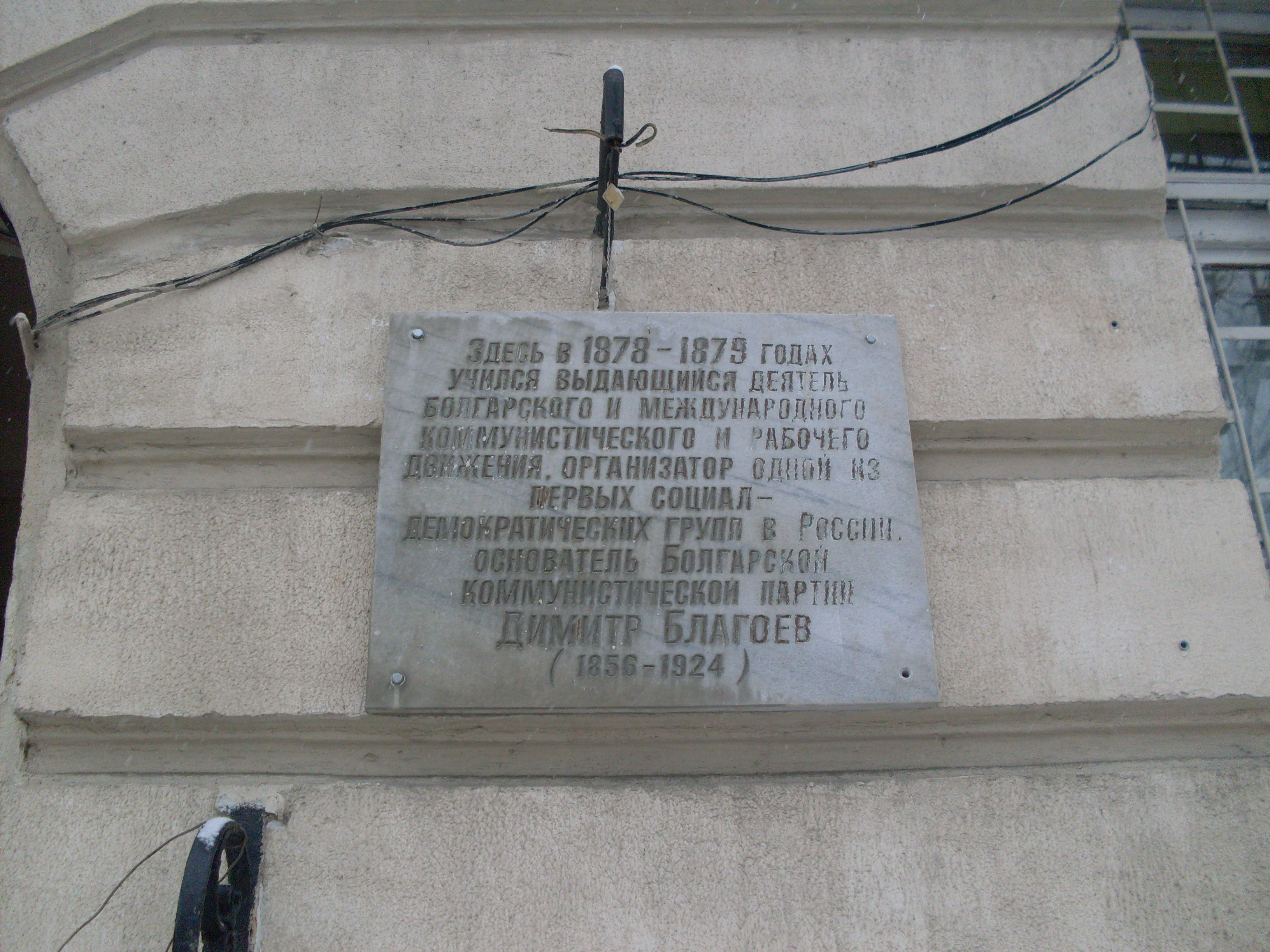
Placa d'homenatge a Odessa

Estigué en contra de la intervenció estrangera de les grans potències a l'Europa Sud-oriental. Blagòev va creure en tot moment en una Federació de Repúbliques Balcàniques i es va oposar als compromisos militars de Bulgària a la Segona Guerra dels Balcans i a la Primera Guerra Mundial. L'octubre de 1914, com a diputat a l'Assemblea Nacional de Bulgària, Blagòev va votar en contra els crèdits de guerra, juntament amb la resta de la facció dels Socialistes Estrets. Durant la Primera Guerra Mundial, com a diputat, Blagòev defensà "la naturalesa imperialista de la guerra i el paper traïdor de la Segona Internacional". Així doncs, elogià la Revolució d'Octubre i propagà les idees dels bolxevics. Sota el seu lideratge, el partit dels Socialistes Estrets trencà amb la Segona Internacional. L'any 1917, en un discurs davant l'Assemblea Nacional de Bulgària, Blagòev s'autoidentificà com a "eslau macedoni". En una declaració en contra dels Tractat de Neuilly, llegida davant l'Assemblea Nacional de Bulgària l'any 1919, va protestar contra la partició de la nació búlgara i va promoure les idees de la República Socialista Soviètica de Bulgària, com a part d'una República Federal Socialista Soviètica dels Balcans, com a única solució política capaç de garantir la llibertat de Macedònia, Tràcia i Dobrudja, i com a contrapès del nacionalisme búlgar.

### Anys posteriors i mort
Blagòev liderà els Socialistes Estrets a la Internacional Comunista l'any 1919, i el partit va canviar el seu nom al de Partit Comunista Búlgar. No obstant això, durant aquest període Blagòev i el partit en el seu conjunt no van adoptar completament les posicions dels bolxevics en les qüestions elementals. Això determinà les polítiques del partit durant la rebel·lió dels soldats de Vladaua de 1918 i el cop militar del 9 de juny de 1923, quan el partit va adoptar una posició de neutralitat. Malgrat les pressions externes, també s'oposà a la fallida Insurrecció de Setembre perquè valorà que encara no s'havien assolit les condicions objectives per a una revolució a Bulgària.
Blagòev també va ser autor d'una sèrie d'assajos d'investigació sobre qüestions de filosofia marxista, economia política, història, estètica i literatura búlgara. Morí el 7 de maig de 1924 a Sofia, Bulgària, als seixanta-set anys.

## Honors
La ciutat de Gorna Djumaia, actualment a la província de Blagòevgrad a Bulgària, fou reanomenada després de la seva mort a Blagòevgrad.